# Yume
Yume (夢) ou Sonhos é um filme japonês de 1990, em coprodução americana, do cineasta, diretor e roteirista Akira Kurosawa. O filme foi exibido no Festival de Cannes de 1990.

## Histórias
Conta com as oito histórias distintas a seguir:

### Um raio de sol através da chuva
Neste primeiro sonho, um garoto desacata o desejo de uma mulher, possivelmente sua mãe, para permanecer em casa durante um dia com tal clima. Escondido atrás de uma árvore na floresta, ele é testemunha de um lento processo de matrimônio do kitsune. Infelizmente, ele é descoberto por uma raposa e foge. Quando ele tenta voltar para casa, a mesma mulher diz que a raposa tinha vindo até a casa e deixado uma espada curta. A mulher diz que isso significa que o garoto deve suicidar-se porque as raposas estão bravas com o observador indesejado. Então, o garoto sai a caminho para cumprir sua missão.

### O jardim das pessegueiras
Hinamatsuri, o Festival de Bonecas, ocorre tradicionalmente na primavera, quando as flores das pessegueiras estão totalmente abertas. Dizem que as bonecas que são exibidas nessa época são representativas, simbolizando as pessegueiras e suas flores rosas. A família de um garoto, entretanto, corta seu jardim de pessegueiras, fazendo com que o garoto sinta um forte senso de perda durante o festival do ano. Depois de ter sido censurado por sua irmã, o garoto descobre uma menina saindo pela porta da frente. Ele a segue para o jardim, agora podado, onde as bonecas da coleção de sua irmã ganharam vida e estão paradas em frente a ele nos declives do antigo jardim. As bonecas repreendem o garoto por ter cortado as preciosas árvores, mas após perceberem o quanto ele amava as flores, elas concordam em dar a ele a oportunidade de um último olhar para as pessegueiras através de uma lenta e bela dança.

### A tempestade
Um grupo de alpinistas esforça-se para escalar uma montanha durante uma nevasca horrível, objetivando chegar a um acampamento. No entanto, devido aos fortes ventos, não conseguem enxergar direito e acabam se perdendo gradualmente um do outro. Por fim, não aguentam mais prosseguir e desmaiam. Aos poucos, o grupo é coberto pela neve, e ninguém mais tem forças para levantar, o que dá a entender que todos estão se entregando à morte. De repente, uma estranha mulher (possivelmente a Yuki-onna da mitologia japonesa) aparece do nada e, vendo que um dos homens ainda está vivo, tenta atraí-lo para a morte, dizendo que a neve e o gelo são confortáveis, dando a entender que ele poderia morrer tranquilamente. Entretanto, de alguma forma, a mulher não consegue cumprir seu objetivo, e o homem resiste ao encanto. Desistindo, ela desaparece em meio aos fortes ventos, e no mesmo instante a nevasca cessa. Então o homem, vendo que tudo passou, consegue se levantar e resgatar todos os outros alpinistas que quase morreram na neve. Ao olhar mais à frente de onde estão, eles avistam uma pequena bandeira vermelha: conseguiram chegar ao acampamento. Nesse sonho, podemos entender que o homem, perante à natureza, não significa nada.

### O túnel
Um oficial do exército japonês está viajando por uma estrada ao anoitecer. Ele entra por um túnel de pedestres que está completamente escura e parece permanecer assim para sempre. De repente, um cachorro raivoso, com uma aparência quase demoníaca, corre para fora do túnel e o ameaça, desaparecendo logo depois de volta à escuridão do túnel. Levemente agitado, o oficial, todavia, prossegue através do túnel e sai do outro lado, mas então testemunha algo terrível - o yurei (fantasma japonês) de um dos soldados que ele tinha comandado na guerra vem para fora do túnel atrás dele, tendo o rosto, as mãos e as partes visíveis do corpo azúis pela morte.
O soldado parece não acreditar que ele está morto, mas o oficial o convence a voltar para a escuridão do túnel. Quando o comandante pensa ter visto o pior, o terceiro pelotão que esteve sob seu comando marcha para fora do túnel. Ele tenta contar-lhes que estão mortos, e expressa seu profundo sentimento de culpa por deixá-los morrer na guerra. eles voltam, seguidos por uma segunda aparição do cachorro infernal, mas o homem continua seu caminho.

### Corvos
Com a participação do diretor e cineasta Martin Scorsese como Vincent Van Gogh. Um estudante de artes descobre-se dentro do vibrante e por vezes caótico mundo dentro dos trabalhos de arte de Vincent Van Gogh durante uma visita a um museu de artes. Nas telas do artista, ele encontra o próprio Van Gogh em um campo aberto e conversa com ele. O estudante perde a trilha do artista (o qual está sem uma orelha, em referência ao episódio da auto-dilaceração cometida por Van Gogh, e já próximo do fim de sua vida) e viaja através de outros trabalhos tentando encontrá-lo. A pintura Campo de trigo com corvos é um elemento importante neste sonho.

### Monte Fuji em chamas
A segunda seqüência de pesadelos do filme. Uma grande usina de energia nuclear próxima ao Monte Fuji começa a derreter, pintando o céu com um vermelho horrível e compelindo milhões de cidadãos japoneses a escapar desesperadamente pelo oceano. Três adultos e duas crianças são deixados para trás no local, mas logo percebem que a radiação os matará de qualquer forma. Um deles revela ser em parte responsável pelo ocorrido, e diz que "coloriu" as fumaças radioativas (conforme é visto) para distingui-las uma das outras. Logo depois, joga-se do penhasco por se sentir responsável pelas vidas perdidas.

### O demônio que chora
Um homem se encontra vagando em torno de um nublado terreno montanhoso. Ele encontra com um ser estranho: um oni, que é na verdade um humano mutante com um chifre. O "demônio" explica que houve holocaustos nucleares que resultaram na perda da natureza e dos animais, enormes frutos e dentes-de-leão e humanos com chifres desenvolvidos, causadores de tanta agonia que você pode escutá-los uivando durante a noite. O demônio leva-o até um local onde vários outros demônios estão reunindo, chorando  pela dor e agonia provocada pelos chifres. Este é, na verdade, uma recontagem pós-apocalíptica de uma clássica fábula budista de mesmo nome.

### O vilarejo dos moinhos
Um jovem chega a um pacato vilarejo cercado por correntezas. O viajante encontra um velho ancião da vila, muito sábio, que está consertando a roda quebrada de um moinho. O ancião explica que as pessoas do seu vilarejo decidiram, há muito tempo, abrir mão da influência poluidora da tecnologia moderna e retornar para uma sociedade mais feliz e limpa. Eles escolheram a saúde espiritual a despeito da conveniência, e o jovem viajante fica surpreso e intrigado com esta noção.No final da seqüência que é também o final do filme, a procissão de um funeral de uma mulher ocorre no vilarejo, que ao invés de estar de luto, celebra contentemente o propício fim de uma boa vida. O ancião, que até então conversava com o jovem viajante, resolve acompanhar a procissão, não sem antes contar-lhe sobre algo que o jovem presenciou ao entrar na vila - crianças colhendo flores e colocando-as sobre uma pedra ao lado da trilha. O ancião diz que há muito tempo um homem havia morrido ali depois de muito sofrer, e desde então o ato de colocar flores sobre a pedra debaixo da qual foi sepultado se faz uma tradição do vilarejo.
O viajante se despede do lugar repetindo o gesto das crianças.

## Elenco

### Atores principais
- Akira Terao – principal (Sonho Um raio de sol através da chuva)
- Mitsuko Baisho – Mãe da criança (Sonho Um raio de sol através da chuva)
- Mieko Suzuki – Irmã da criança(Sonho Um raio de sol através da chuva)
- Toshie Negishi[15] – Mãe levando filho (Sonho O jardim das pessegueiras)
- Mieko Harada – Mulher de neve(Sonho A tempestade)
- Mitsunori Isaki – garoto (Sonho Um raio de sol através da chuva)
- Toshihiko Nakano – Criança (Sonho Um raio de sol através da chuva)
- Yoshitaka Zushi – Recruta Noguchi (Sonho A tempestade)
- Hisashi Igawa – Trabalhador da Usina Nuclear (Sonho Monte Fuji em vermelho)
- Chosuke Ikariya – O demônio que chora (Sonho O demônio que chora)
- Chishu Ryu – Velho Ancião (Sonho O vilarejo dos moinhos)
- Martin Scorsese – Vicent Van Gogh (Sonho Corvos)
- Masayuki Yui – Membro do time de alpinistas (Sonho A tempestade)
- Shu Nakajima – Membro do time de alpinistas (Sonho A tempestade)
- Sakae Kimura – Membro do time de alpinistas (Sonho A tempestade)[8]